# Tribonanthes purpurea
Tribonanthes purpurea là một loài thực vật có hoa trong họ Huyết bì thảo. Loài này được T.D.Macfarl.& Hopper miêu tả khoa học đầu tiên năm 1987.